# Église Saint-Pierre-et-Saint-Paul de Deshaies
Pour les articles homonymes, voir Église Saint-Pierre-et-Saint-Paul.
L'église Saint-Pierre-et-Saint-Paul de Deshaies est une église catholique située à Deshaies en Guadeloupe.

## Histoire
Une première chapelle, à l'emplacement de la future église, est construite en 1733. L'église Saint-Pierre-et-Saint-Paul la remplace dans les années 1850 après le tremblement de terre de 1843
Elle a été restructurée en 1933, des bas-côtés étant ajoutés en perçant les murs de la nef de grandes arcades et la construction s'est achevée en 1947. Endommagée par l'ouragan Hugo en 1989, l'église a été agrandie, un porche ajouté, l'escalier agrandi et un parking aménagé devant le presbytère et sa toiture refaite en forme de nef de bateau.

## Architecture et décorations
L'église est construite sur le modèle de celle de Bouillante : une nef unique à chevet plat couverte d'une charpente apparente. Un pignon orne la façade ouverte sur une porte à corniche surmontée d'un oculus. Les chaînes d'angle sont en pierre de taille ainsi que le rampant de toit. Les murs sont percés de baies en plein cintre et le toit comporte des lucarnes pour la ventilation. Une allée pavée et un escalier en pierre relient la rue au parvis. 
L'église contient un calice et un ciboire inscrits au titre des objets mobiliers en 2004.